# Michael Reiterer

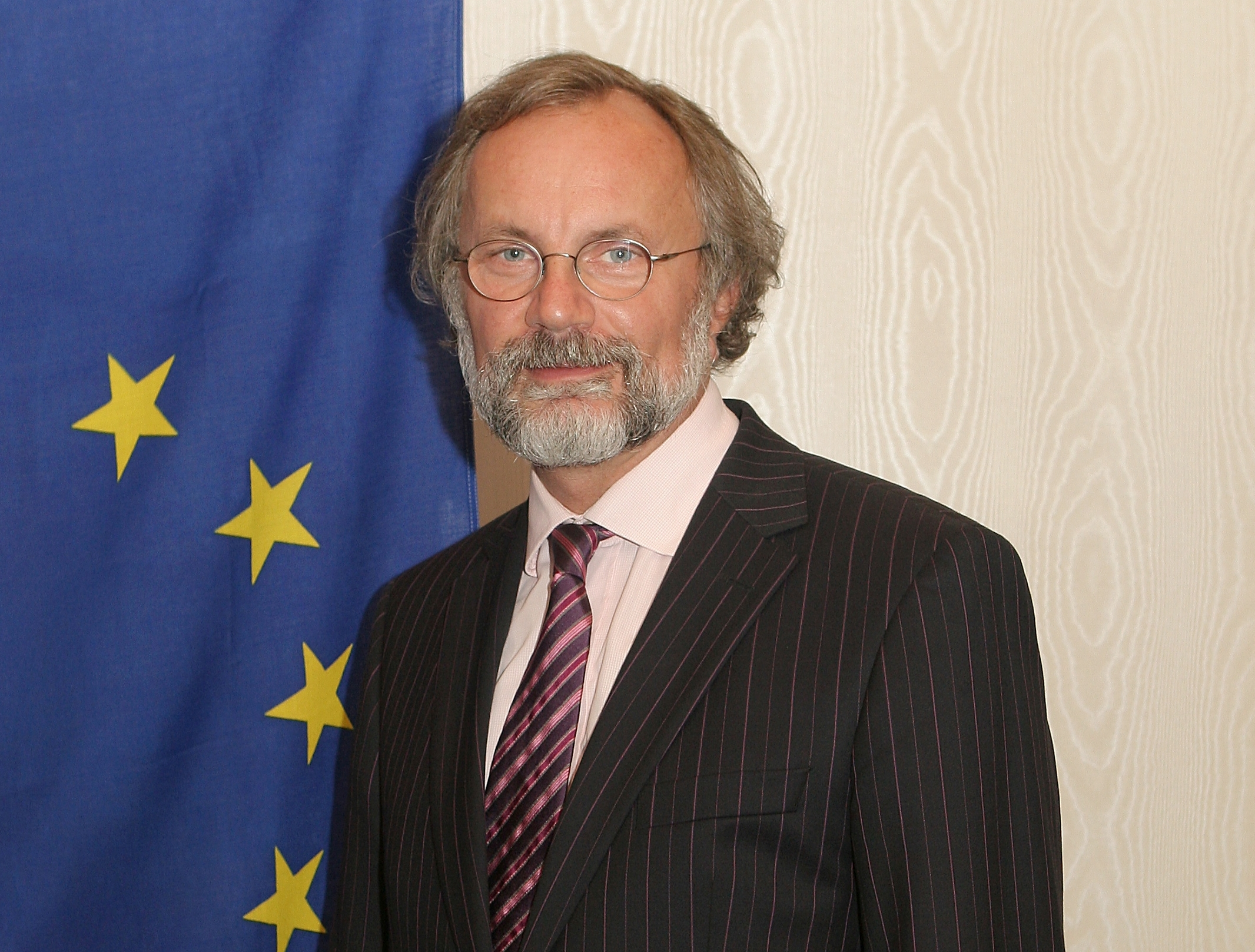
Michael Reiterer

Michael Reiterer (* 29. September 1954 in Innsbruck) ist ein österreichischer Diplomat im Ruhestand und Professor für Internationale Sicherheit und Diplomatie.

## Leben
Michael Reiterer studierte Rechtswissenschaften an der Universität Innsbruck (Dr. jur., 1978) und erwarb anschließend je ein Diplom der internationalen Beziehungen an der Johns Hopkins University, Bologna Center (1979) und am Institut universitaire de hautes études internationales (HEI) in Genf (1985). 2005 habilitierte er sich an der Universität Innsbruck (Institut für Politikwissenschaft), an der er auch als Lehrbeauftragter lehrte, für Internationale Politik und unterrichtet an verschiedenen Universitäten. Als Mitglied des Europäischen Auswärtigen Dienstes (EAD) wurde Reiterer im Februar 2017 zum Delegationsleiter der Europäischen Union in der Republik Korea ernannt. Im September 2020 verließ Reiterer den diplomatischen Dienst und lehrt seitdem an der Freien Universität Brüssel internationale Sicherheit und Diplomatie.
Davor war er in der Zentrale des EAD in Brüssel vor allem mit Sicherheitspolitik gegenüber Asien befasst. Von Januar 2007 bis Ende 2011 diente er als erster Botschafter der EU in der Schweiz und dem Fürstentum Liechtenstein. Unmittelbar davor war er stellvertretender Leiter (Gesandter) der Delegation der Europäischen Kommission in Tokio. Seine erste Aufgabe in der Europäischen Kommission war die Organisation von Asia-Europe Meeting (ASEM).
Im österreichischen Außenwirtschaftsdienst war er stellvertretender Handelsdelegierter für Westafrika sowie Japan, arbeitete an den Ständigen Vertretungen Österreichs beim GATT und der EU; weiterhin war er stellvertretender Abteilungsleiter für Integrations- und Handelspolitik der Wirtschaftskammer Österreich. 1997/98 war er Mitglied des Wirtschafts- und Sozialausschusses der EU.
In der OECD leitete er als Ko-Vorsitzender die gemeinsame Arbeitsgruppe von Handels- und Umweltexperten; 1998 wurde er zum Mitglied eines WTO-Streitschlichtungspanels (USA-Kanada) bestellt.
Er ist korrespondierendes Mitglied des Programmkomitees des Europäischen Forum Alpbach, Mitglied im Kuratorium des Wiener Instituts für Internationale Wirtschaftsvergleiche sowie des wissenschaftlichen Beirates der Universität Kobe (Japan).
Reiterer ist Senior Advisor am Austria Institut für Europa- und Sicherheitspolitik (AIES).